# وثيقة الميثاق الوطني
وثيقة الميثاق الوطني هي وثيقة تم توقيعها في قصر قرطاج الرئاسي في تونس من قبل معظم القوى السياسية وقوى المجتمع المدني في 7 نوفمبر 1987، سنة بعد انقلاب 7 نوفمبر 1987 الأبيض، وذلك بهدف تنظيم الحياة السياسية بالبلاد. كانت مبادرة من الرئيس زين العابدين بن علي.

## المحتوى
الفقرة الأولى من الميثاق تؤكد أنها جائت تجسيما لبيان السابع من نوفمبر الذي جاء إثر انقلاب 7 نوفمبر 1987، ويهدف إلى تحقيق الديمقراطية وتكريس حقوق الإنسان، وتنظيم الحياة السياسية على أساس الاحترام والوئام والوفاق، وإرساء تقاليد التنافس النزيه.

أعلنت وثيقة الميثاق الوطني على جملة من المبادئ المتفق عليها بين جميع القوى السياسية والمدنية ويمكن اختصارها كالآتي:
- الهوية: هوية الشعب عربية وإسلامية، وتاريخ تونس حافل بالأمجاد، ابتداءا من حنبعل ويوغرطة، وصولا إلى الإمام سحنون وابن خلدون وخير الدين التونسي. يجب دعم اللغة العربية وتطويرها والمساهمة في التعريب، إلى جانب رعاية حرمة القيم الإسلامية، والاقتداء برجال النهضة والإصلاح. التمسك بمجلة الأحوال الشخصية المحررة للمرأة والمستمدة من الشريعة الإسلامية.
- النظام السياسي: تنظيم الحياة السياسية والارتكاز على سيادة القانون وشرعية الشعب. التمسك بالنظام الجمهوري والدستور والانتخاب الحر واستقلال القضاء وحقوق الإنسان. ضمان الحرية وأمن وكرامة الفرد وتحريم التعذيب. ترسيخ قيم التسامح ونبذ كل مظاهر التطرف والعنف وتحييد المساجد. المساواة بين المواطنين وضمان الحريات الأساسية. ضمان حياد مؤسسات الجيش والأمن. الأحزاب لها دور في توعية الشعب وتأطيره.
- التنمية: تحقيق تنمية شاملة لكل التونسيين، وتلبية حاجيات الشعب الأساسية. الاهتمام بالثقافة المتجذرة في التاريخ العربي الإسلامي وربطها بالتطور التكنولوجي. دفع عجلة التنمية وزيادة الإنتاج وتحسين جودته والعدالة في توزيعه.
- العلاقات الخارجية: يجب أن تمثل ثوابت الشعب التونسي في الخارج من نصرة الحق والعدل وحقوق الإنسان. دعم وحدة المغرب العربي، ومنها إلى الوحدة العربية ثم تحرير فلسطين. إقامة نظام عالمي عادل، ومشاركة الشعوب الأفريقية والآسيوية في تقرير مصيرها، والتعاون معها لتجنب الحروب والأزمات والتقدم بالإنسانية وتحقيق الأمن الجماعي العربي ودعم الأخوة الإسلامية. التمسك بمبادئ عدم الانحياز، والسعي للتنمية في إطار الأمم المتحدة.

## الموقعين
- التجمع الدستوري الديمقراطي
- حركة النهضة
- حركة الديمقراطيين الاشتراكيين
- الرابطة التونسية للدفاع عن حقوق الإنسان

## مقالات ذات صلة
- انقلاب 7 نوفمبر 1987
- بيان السابع من نوفمبر

## روابط خارجية
- النص الكامل لوثيقة الميثاق الوطني على موقع الهيئة العليا لحقوق الإنسان والحريات الأساسية.